# Tower Hill
Tower Hill er et bakkedrag nordvest for Tower of London, umiddelbart udenfor bygrænsen til City of London.
Offentlig henrettelse af højt profilerede kriminelle har tidligere foregået her.
Blandt de henrettede er:
- Edward Stafford, 3rd Duke of Buckingham – 1521
- John Fisher – 1535
- Thomas More – 1535
- Guilford Dudley – 1554
- Anthony Babington – 1586
- Mervyn Tuchet, otherwise Audley, 2nd Earl of Castlehaven – 1631
- William Laud – 1645
- Henry Vane the Younger – 1662
- James Crofts (Scott), 1st Duke of Monmouth – 1685
- William Boyd, 4th Earl of Kilmarnock – 1746
- Robert Boyd of Clan Boyd 1746
- Simon Fraser, Lord Lovat – 1747